# Sergei Bortkiewicz
Sergei Eduardovich Bortkiewicz (Kharkov, Ucrânia, 28 de fevereiro de 1877 – Viena, 25 de outubro de 1952) foi um compositor ucraniano.
Inicialmente estudou no conservatório de São Petersburgo sob a orientação de Liadov e Arek. Em 1900 passou a estudar no conservatório de Leipzig, onde seus professores foram Alfred Reisenauer e Salomon Jadassohn. A partir de 1919, passa a morar em Constantinopla(atual Istanbul), onde leciona piano e ocasionalmente apresenta-se como pianista. Em 1922, passa a morar em Baden e em 1923 fixa residência em Viena. Em 1925, obtém cidadania austríaca. Faleceu em Viena em 1952 após submeter-se a uma cirurgia de retirada de um câncer gástrico.
Sua música revela um romantismo refinado, onde influências de Chopin, Scriabin e Rachmaninov são evidentes. Em 1934, compõe sua Sinfonia nº1, e em 1938, conclui a Sinfonia nº2, composta em Berlim. Sua suíte de peças para piano Marionettes, Opus 54, surgiu entre as duas sinfonias. Seu Concerto para Piano e Orquestra nº1, Opus 16 é de 1913, sendo seguido pelo Concerto para mão esquerda, Opus 28,de 1924. Comissionado pelo pianista Paul Wittgenstein, teve sua estréia em 29 de novembro de 1923, com o próprio Wittgenstein como solista e sob a regência de Eugen Pabst. O Concerto para Piano nº3, Opus 32, com o sub-título "per aspera ad astra", é de 1927. Sua Rapsódia Russa para Piano e Orquestra, Opus 45, é de 1935, e permanece em manuscrito. É autor de 2 Sonatas para piano e de uma Balada. Muitas peças menores completam seu legado pianístico. Notáveis são seus 10 estudos Opus 15, e seus 10 prelúdios Opus 33.
Várias obras de Bortkiewicz foram perdidas durante os anos da Segunda Guerra Mundial, entre elas, um Intermezzo Lírico para Violino e orquestra, Opus 44, 3 Mazurkas para piano, Opus 64 e a ópera Akrobaten, Opus 50.